# جبريل بن يحيى حكمي
جبريل بن يحيى حكمي قاضي وعالم دين سعودي، اسمه جبريل بن يحيى بن يوسف الحكمي من مواليد محافظة بيش في منطقة جازان جنوب المملكة العربية السعودية عام 1347 هـ، درس وتتلمذ على يدي الشيخ عبد الله القرعاوي والشيخ حافظ الحكمي.

## عمله
بعد أن أنهى دراسته على يد شيخيه عين إماما وخطيبا بجامع بيش عام 1371 هـ، ثم عين عضو بهيئة الأمر بالمعروف والنهي عن المنكر في محافظة بيش، بالإضافة إلى إمامة وخطابة جامعها، وفي عام 1382 هـ طلب شيخه عبد الله القرعاوي من رئيس القضاة محمد بن إبراهيم آل الشيخ تعيين جبريل قاضيا في بيش وكان ذلك، وبقي في قضاء بيش ثلاثين عاما حتى صدر قرار بترقيته قاضي تمييز، وباشر عمله في محكمة التمييز بالرياض عام 1413 هـ، وقد أنيط به بالإضافة لعمله قاضي تمييز النظر والتدقيق في الأحكام الشرعية الصادرة من قضاة المحاكم بمنطقة الرياض المرفوعة لمحكمة التمييز.

## وفاته
توفي جبريل حكمي ظهر يوم الاثنين الثامن من ذي الحجة من عام 1428 هـ على أثر حادث مروري وهو متجه إلى أداء مناسك الحج، وقد توفي معه في الحادث ابنه الأكبر يحيى بن جبريل حكمي، وصلي عليه ودفن في محافظة بيش.